# Cetinski Varoš
Cetinski Varoš is een plaats in de gemeente Cetingrad in de Kroatische provincie Karlovac. De plaats telt 57 inwoners (2001).